# Annunciata Asteria Cocchetti
Annunciata Astoria Cocchetti, I.S.D.C. (9. května 1800, Rovato – 23. března 1882, Cemmo) byla italská římskokatolická řeholnice, zakladatelka a členka kongregace Sester svaté Doroty z Cemma. Katolická církev ji uctívá jako blahoslavenou.

## Život
Narodila se dne 9. května 1800 v obci Rovato jako třetí ze šesti dětí Marcantoniovi Cocchettimu a Giulii Albarelli. Mezi její sourozence patřili Vincenzo a Giuseppina.
V roce 1807 osiřela, načež byla poslána k babičce, aby se o ni postarala. Zůstala poté u ní, zatímco její sourozence Vincenza a Giuseppinu si vzal do péče strýc Carlo z Milána. První svaté přijímání a svátost biřmování přijala dne 28. února 1810 z rukou biskupa z Brescie Gabria Maria Navy. V roce 1817, v sedmnácti letech, využívala dům své babičky jako školu pro chudé dívky. Vzdělání získala v rodném Rovatu a v roce 1822 zahájila další studia v osadě Cemmo v Capo di Ponte. Její babička zemřela 19. dubna 1823, což ji přimělo opustit domov a přestěhovat se ke svému strýci do Milána. Žila tam až do roku 1829. Během této doby se setkala s bl. Lucem Passim, který právě zakládal novou ženskou řeholní kongregaci Sester svaté Doroty. Zůstala s ním v kontaktu až do jeho smrti v roce 1866. Po školské reformě si opatřila diplom, aby mohla pokračovat ve výuce.
V roce 1821 Erminia Panzerini († 2. května 1842) otevřela v Brescii dívčí školu a v roce 1831 ji svěřila pod vedení Cocchetti. Vedení školy se po povzbuzení svým duchovním vůdcem téhož roku ujala. Zde si uvědomila, že jejím skutečným smyslem života je vzdělávání chudých. Zvažovala vstup do kongregace Sester svaté Doroty, kterou založil Passi, ale po smrti Panzerini se rozhodla založit vlastní kongregaci Sester svaté Doroty z Cemma, za kterýmž účelem odcestovala roku 1842 do Benátek, aby na svém záměru spolupracovala s Passim. V říjnu téhož roku se vrátila se dvěma čekatelkami na vstup do jí založené kongregace a roku 1843 s nimi složila řeholní sliby. Dne 5. února 1855 získala její kongregace diecézní schválení.

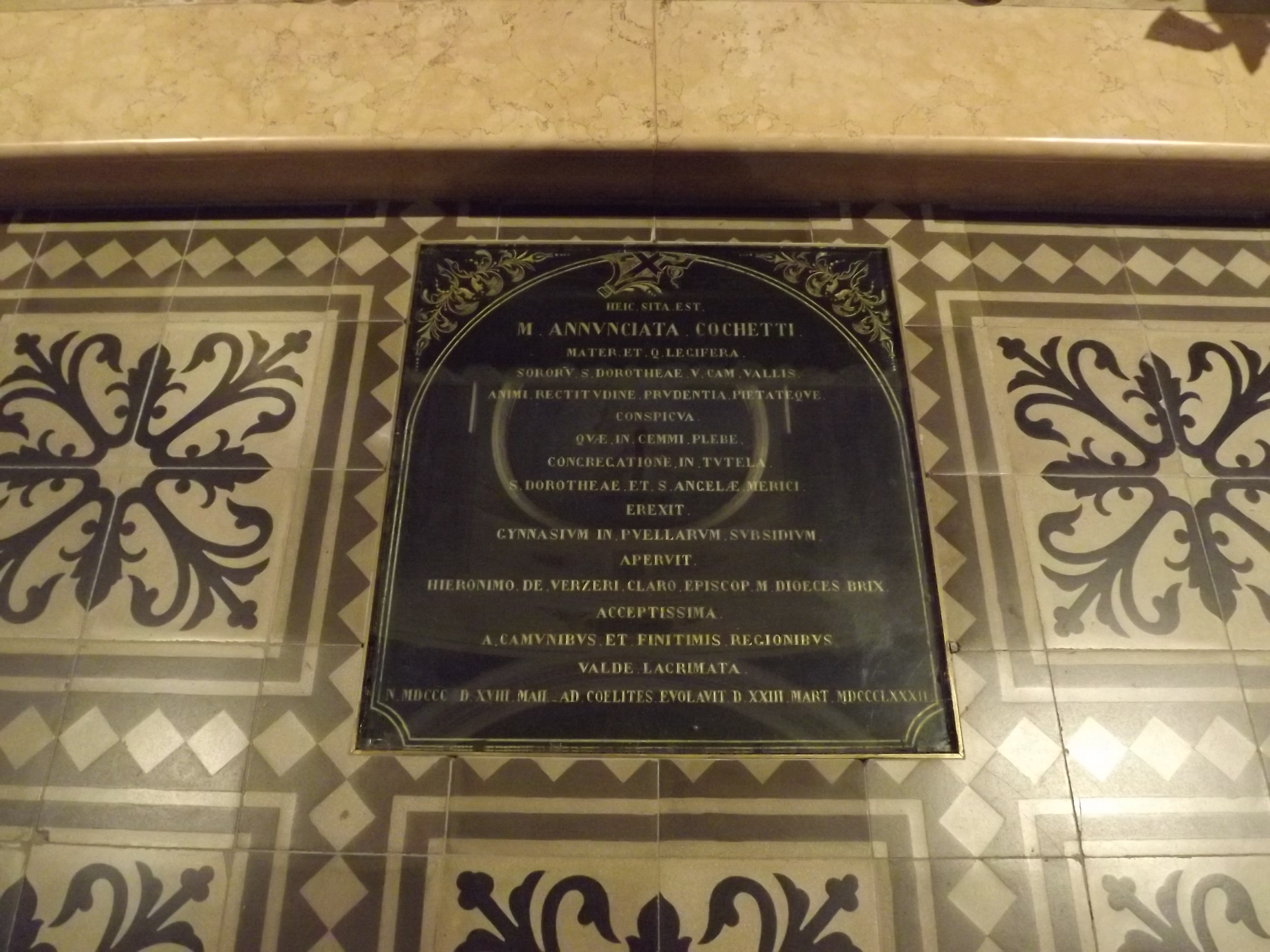
Její hrobka v mateřském domě kongregace Sester svaté Doroty z CemmaCemmu v Capo di Ponte

Dne 18. března 1882 ráno šla na mši svatou, ale po přijetí eucharistie se necítila dobře, měla horečku a onemocněla. Krátce poté přijala poslední pomazání a viatikum. Zemřela 23. března 1882 v osadě Cemmo v Capo di Ponte, kde také v mateřském domě jí založené kongregace spočívají její ostatky.

## Úcta
Její beatifikační proces započal dne 2. června 1972, čímž obdržela titul služebnice Boží. Dne 13. května 1989 ji papež sv. Jan Pavel II. podepsáním dekretu o jejích hrdinských ctnostech prohlásil za ctihodnou. Dne 10. července 1990 byl uznán zázrak na její přímluvu, potřebný pro její blahořečení.
Blahořečena pak byla dne 21. dubna 1991 na Svatopetrském náměstí papežem sv. Janem Pavlem II.
Její památka je připomínána 23. března. Bývá zobrazována v řeholním oděvu. Je patronkou jí založené kongregace.